# Cimoszki
Cimoszki ist ein Dorf in der polnischen Woiwodschaft Ermland-Masuren, das zur Landgemeinde Wieliczki (deutsch Wielitzken, 1938–1945 Wallenrode) im Powiat Olecki (Kreis Oletzko, 1933–1945 Kreis Treuburg) gehört.

## Geographische Lage
Cimoszki liegt im Osten der Woiwodschaft Ermland-Masuren, einen Kilometer westlich der Grenze zur Woiwodschaft Podlachien, die bis 1939 die Staatsgrenze zwischen Deutschland und Polen war. Die Kreisstadt Olecko (Marggrabowa, umgangssprachlich auch Oletzko, 1928–1945 Treuburg) ist zwölf Kilometer in nordwestlicher Richtung entfernt.

## Geschichte
Über die Vergangenheit Cimoszkis gibt es keine Belege. Ob der Ort vor 1945 bereits besiedelt war und einen deutschen Namen besaß, ist nicht nachzuweisen. Möglich ist also auch eine Ortsgründung erst nach 1945.
Das Dorf Cimoszki ist heute Sitz eines Schulzenamtes (polnisch sołectwo) und somit eine Ortschaft im Verbund der Landgemeinde Wieliczki im Powiat Olecki, bis 1998 der Woiwodschaft Suwałki, seither der Woiwodschaft Ermland-Masuren zugehörig.

## Religionen
Cimoszki ist in die katholische Pfarrgemeinde Cimochy (deutsch Groß Czymochen, 1929–1945 Reuß) im Bistum Ełk der Römisch-katholischen Kirche in Polen eingepfarrt. Hier lebende evangelische Kirchenglieder halten sich zur Pfarrei Suwałki in der Diözese Masuren der Evangelisch-Augsburgischen Kirche in Polen.

## Verkehr
Cimoszki ist von der Woiwodschaftsstraße DW 655 aus über Cimochy erreichbar, von wo aus eine Nebenstraße in Richtung Wojnasy führt. Die nächste Bahnstation ist Cimochy an der – allerdings nicht mehr regulär befahrenen – Bahnstrecke Olecko–Suwałki.